# I Luf
I Luf sono un gruppo folk rock italiano formatosi in Lombardia nel 2000.

## Storia del gruppo
La storia del gruppo comincia nel 1999, quando l'attuale leader della band, Dario Canossi, terminata l'esperienza con il gruppo De Sfroos e fresco della collaborazione con Davide Van de Sfroos per l'album d'esordio Brèva e Tivàn decide di intraprendere un nuovo progetto con musicisti del Lecchese e della Brianza.
I Luf (lupi in dialetto lombardo), nascono come collettivo dove partecipano musicisti con varie esperienze alle spalle alcuni dei quali facenti parte dei De Sfroos. La prima formazione stabile è composta da: Dario Canossi (chitarra, voce), Sergio "Jeio" Pontoriero (basso, voce), Ranieri "Ragno" Fumagalli (fiati, cornamuse), Cesare Comito (chitarre), Lorenzo Marra (fisarmonica), Angapiemage "Anga" Persico (violino), Pier Zuin (cornamuse), Franco Penatti (batteria). Successivamente Fabio Biale ha sostituito Persico al violino.
Nel 1999 registrano un demo Fin qui tutto bene pubblicato poi nel 2004 con il titolo Quasi Luf dove è ancora preponderante l'influenza del rock rispetto al folk.
Canossi, che scrive i brani, prende ispirazione dal combat folk dei Modena City Ramblers e dai Pogues. I brani molto ritmati coniugano il rock con la musica popolare ed il folk. Il gruppo è apprezzato soprattutto per i concerti che spingono il pubblico a ballare in gruppo. Grande attenzione è posta ai testi delle canzoni, ricchi di riferimenti all'attualità, alcuni in dialetto della Val Camonica.
Nel 2002 esce il loro primo album, Ocio ai Luf, che riscuote un buon successo. Nel disco partecipano, tra gli altri, Lorenzo Monguzzi, cantante dei Mercanti di Liquore (Per un pezzo di pane) e Vincenzo Zitello, virtuoso di arpa celtica (Nina Nana); il testo di quest'ultimo brano è di Angelo Canossi, uno dei più grandi poeti dialettali lombardi del '900.
Il disco è seguito dalle apparizioni su Rai2 nei programmi Follia Rotolante e CD live.
Nel 2005 esce il secondo album dei Luf Bala e fa balà. Il titolo riassume la filosofia dei Luf, divertirsi e far divertire e far ballare. Questo album contiene una prima cover: quella di Sweet Home Alabama dei Lynyrd Skynyrd che per l'occasione è stata riscritta in dialetto bresciano e rinominata So nahit ‘n Val Camonega (Sono nato in Val Camonica), nel brano O pescator che peschi collabora Marino Severini dei Gang.
Il Natale 2006 vede la pubblicazione del libro Peace&Luf, 25 anni e 25 canzoni, con allegati 2 cd in cui i Luf raccontano la loro storia.
Uscito il 1º maggio 2007, il successivo album, Paradis del Diaol viene consigliato dalla rivista musicale Buscadero come uno dei migliori dischi dell'anno. Nel dicembre dello stesso anno i Luf danno alle stampe l'album So nahit ‘n valcamonega una compilation di tutti brani scritti in dialetto camuno, con l'aggiunta di un pezzo inedito, Aiva, che affronta il problema dell'acqua.
Nel 2008 i Luf iniziano la loro collaborazione con Flavio Oreglio, realizzando il cd Giù, colonna sonora dell'omonimo spettacolo teatrale.
A Natale 2008, i Luf realizzano Luna di rame e d'ottone, un 45 giri in vinile con CD, copertina in rame ed ottone a tiratura limitata.
Durante l'estate 2009 partecipano con Enrico Bertolino e i comici di Zelig a varie iniziative a favore del progetto Vida a Pititinga, facendo poi concerti in giro per l'Italia dall'Aquila alla valle Camonica.
Nel gennaio 2010 partecipano assieme all'istituto Greppi di Casatenovo all'iniziativa In treno per la memoria e suonano a Cracovia.
Ad aprile esce Flel, il loro quarto disco di inediti, a cui segue un tour promozionale. A maggio aprono il concerto dei Nomadi a Casalromano davanti a 5 000 persone. A settembre aprono la kermesse Woodstock a 5 stelle organizzata da Beppe Grillo davanti a 30 000 persone..
Alla fine del 2010 esce Live & Luf un libro fotografico con DVD e CD del concerto di Maresso registrato il 30 maggio 2010, che viene presentata il 6 gennaio 2011 a Lecco.
Il 14 maggio 2011 presentano al Teatro Sociale di Bergamo l'EP composto da 6 brani Note per Sognare.
Il 17 gennaio 2012 esce l'album tributo, I Luf Cantano Guccini, contenente brani del celebre cantautore modenese riarrangiati.
A luglio 2012 regalano all'Associazione Libera - Associazioni Nomi e Numeri contro le Mafie due canzoni che saranno pubblicate in un CD dal titolo A ruota libera, per celebrare il ventennale della strage di Via d'Amelio presentato in occasione delle celebrazioni a Palermo.
Nel 2013 pubblicano l'album Mat e famat il cui titolo è ispirato al celebre discorso di Steve Jobs tenutosi all'Università di Stanford. L'album contiene collaborazioni con i Vad Vuci, Vincenzo Zitello ed il cantautore Daniele Ronda (divenuto in quel periodo compositore della sigla del Meteo.it) nel brano Trebisonda e una cover della canzone American Land di Bruce Springsteen intitolata La 'Al de Legn.
L'8 novembre 2014 viene pubblicato l'album Terra e Pace, 1915 – 2015 Cent'anni di gratitudine con ospite Massimo Priviero. Un cd che, in occasione del centenario della grande guerra, raccoglie i canti più belli della tradizione alpina e li rinnova in chiave folk. Si uniscono così le melodie malinconiche dei cori di montagna, con l'energia della musica folk-rock, in perfetto stile Luf.
Il 20 giugno 2016, in occasione della Giornata internazionale del rifugiato, esce il nuovo lavoro dei Luf, l'album Delaltèr. Come scritto nella presentazione dello stesso, è un lavoro dedicato al tema del viaggio e della fuga «ogni uomo sogna di viaggiare, il viaggio è attesa e speranza, desiderio ed irrequietezza, ricerca e scoperta, è coraggio e paura, è mistero, è fantasia, è nostalgia e abbandono, è passaggio, trapasso, è un percorso interiore, un sogno, è partire, lasciare, è un’andata, è un ritorno, è festa e allegria ma per qualcuno è solo fuga dalla disperazione. Quando il viaggio diventa fuga il viaggiatore diventa migrante». Si tratta di un album doppio, con versioni folk e rock sul primo disco ed acustiche sul secondo, che esce però in due riprese: inizialmente viene distribuito solo il primo disco, mentre la versione acustica viene distribuita ai concerti.
Quattro anni dopo esce un nuovo lavoro, Pihinì - Tornando al monte, alcuni testi dei brani scritta da importanti autori (tra gli altri Ragazzo selvatico scritto da Paolo Cognetti, e Il lupo e l’equilibrista da Max Solinas), Non ti farò aspettare è stata ispirata dall’omonimo libro di Nives Meroi, La leggerezza della crisalide dal libro di Erri De Luca Il peso della farfalla, Il canto delle manere è tratto dal libro di Mauro Corona.

## Formazione

### Formazione attuale
- Dario Canossi (chitarra, voce)
- Sergio "Jeio" Pontoriero (banjo, mandolino, ukulele, dobro, percussioni voce)
- Cesare Comito (chitarra, voce)
- Alberto Freddi (violini)
- Pier Zuin (cornamuse, flauti, bombarda, cucchiai)
- Samuele Radaelli (batteria)
- Lorenzo "Puffo" Marra (fisarmonica, voce)
- Alessandro Rigamonti (basso e contrabbasso)

### Ex componenti
- Stefano Civetta (fisarmonica, voce)
- Alessandro Apinti (violini)
- Fabio Biale (violino, voce)
- Ranieri "Ragno" Fumagalli (fiati, cornamuse)
- Franco Penatti (batteria)
- Davide Brambilla (fisarmonica)
- Angapiemage Galiano Persico (violini)
- Saro Calandi (fisarmonica)
- Alessandro Parilli (Basso e contrabbasso)
- Matteo Luraghi (Basso e contrabbasso)

## Discografia

### Album in studio
- 2002 - Ocio ai Luf
- 2005 - Bala e fa balà
- 2005 - Fiore del Sambuco
- 2006 - Arìs del Paradis
- 2007 - Paradis del Diaol
- 2007 - So nahit 'n Val Camonega
- 2008 - Giù (non è stato facile cadere così in basso) (con Flavio Oreglio)
- 2010 - Flel
- 2012 - I Luf Cantano Guccini
- 2013 - Mat e Famat
- 2015 - Terra e Pace
- 2016 - Delaltèr
- 2020 - Pihinì - Tornando al monte

### EP
- 2008 - Luna di rame e d'ottone
- 2011 - Note per Sognare

### Raccolte
- 2006 - Peace&Luf

### Box set
- 2012 - 10&Luf
- 2012 - A ruota libera
- 2015 - Ringrazio le farfalle

## Videografia
- 2006 - Insieme... sognare si può - Gang, Graziano Romani e i Luf live al PalaCreberg di Bergamo il 21 gennaio (Associazione Soffia Nel Vento, 2006). Il ricavato della vendita è devoluto in favore dell'associazione Spazio Autismo di Bergamo.
- 2010 - Live & Luf libro fotografico con DVD e CD del concerto di Maresso registrato il 30 maggio 2010.